# Rhyssemus vinodolensis
Rhyssemus vinodolensis är en skalbaggsart som beskrevs av Rudolph Petrovitz 1963. Rhyssemus vinodolensis ingår i släktet Rhyssemus och familjen Aphodiidae. Inga underarter finns listade i Catalogue of Life.